# Marpesia iole
Marpesia iole är en fjärilsart som beskrevs av Dru Drury 1782. Marpesia iole ingår i släktet Marpesia och familjen praktfjärilar. Inga underarter finns listade i Catalogue of Life.